# Bolo pasiego

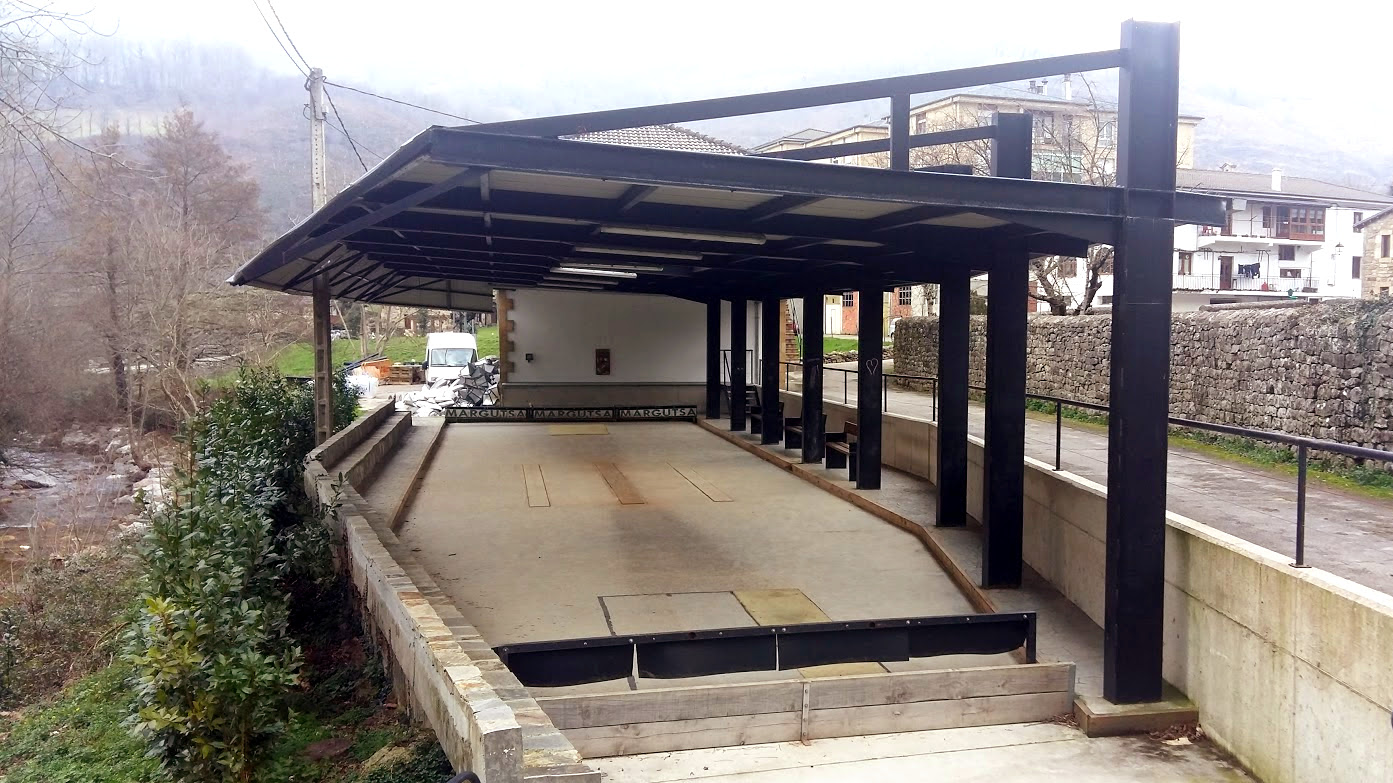
Bolera cubierta en Vega de Pas para la modalidad de bolo pasiego.

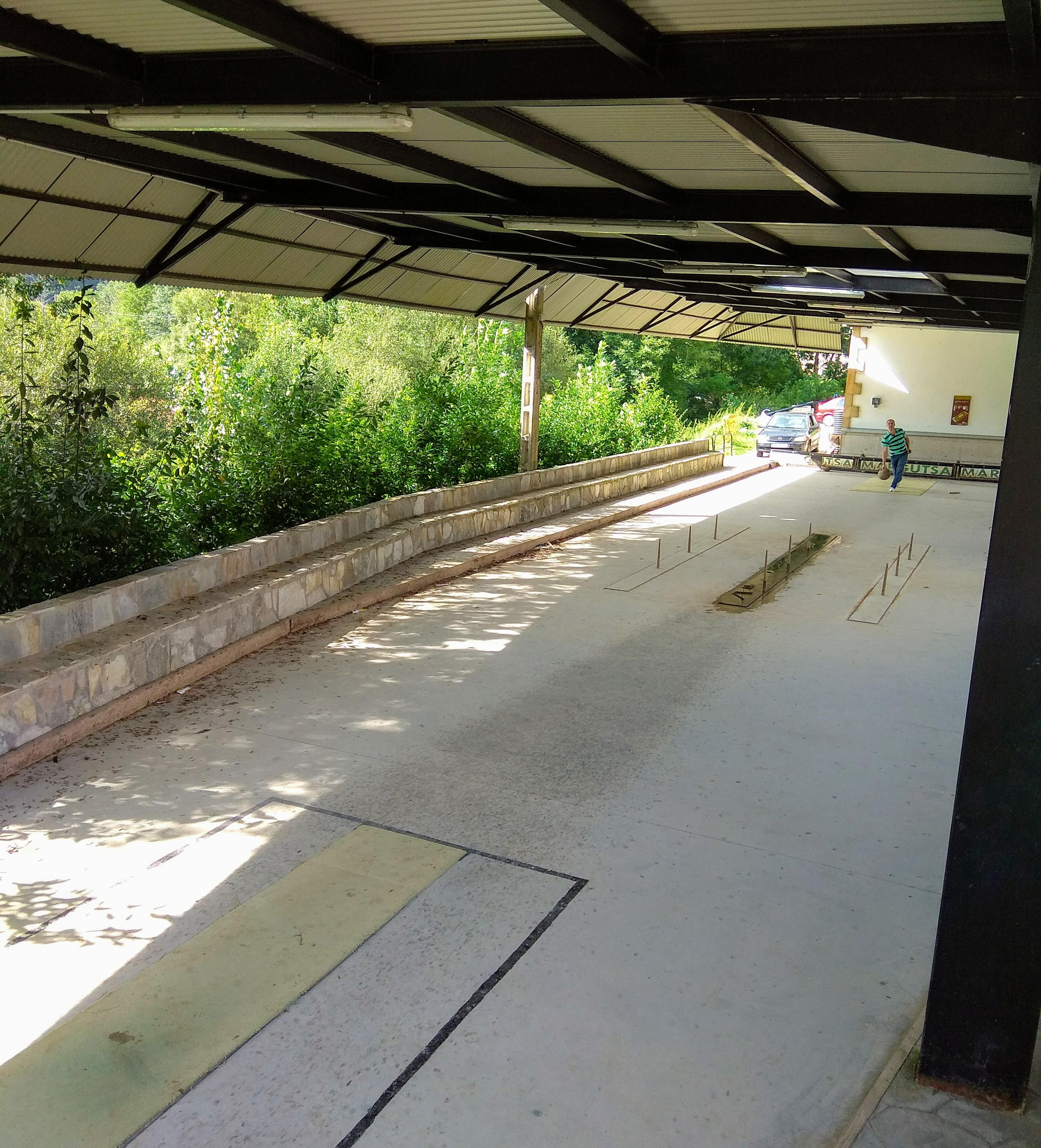
Jugador de bolo pasiego lanzando desde el birle en la bolera de Vega de Pas.

El Bolo Pasiego es una variante del juego de los bolos, como puede ser el bolo palma, pero esta modalidad es tradicionalmente practicada en los valles pasiegos, en Cantabria (España). Tiene un gran parecido a otras formas de juego de los bolos, en la zona del norte de Burgos.

## Forma de juego
En un carrejo rectangular se posicionan nueve bolos lisos. El lanzamiento se realiza con bolas grandes de manilla y se lanza y se birla al igual que se realiza en el bolo palma, aunque con una reglamentación distinta. Tanto su reglamento como el tipo de bola es prácticamente idéntico al bolo palentino jugado en la zona norte de la provincia de Palencia.

## Ubicación
Se practica habitualmente en las zonas pasiegas, por ejemplo, en San Pedro del Romeral, la Vega de Pas y en el valle de Luena.